# Lista chorążych reprezentacji Grenady na igrzyskach olimpijskich
Lista chorążych reprezentacji Grenady na igrzyskach olimpijskich – lista zawodników i zawodniczek reprezentacji Grenady, którzy podczas ceremonii otwarcia nowożytnych igrzysk olimpijskich nieśli flagę Grenady.

## Chronologiczna lista chorążych
| Lp. | Rok i miejsce     | Chorąży           | Dyscyplina    |
| --- | ----------------- | ----------------- | ------------- |
| 1   | 1984, Los Angeles | Bernard Wilson    | Boks          |
| 2   | 1988, Seul        | Agnes Griffith    | Lekkoatletyka |
| 3   | 1992, Barcelona   | Eugene Licorish   | Lekkoatletyka |
| 4   | 1996, Atlanta     | Jason Charter     |               |
| 5   | 2000, Sydney      | Hazel-Ann Regis   | Lekkoatletyka |
| 6   | 2004, Ateny       | Alleyne Francique | Lekkoatletyka |
| 7   | 2008, Pekin       | Alleyne Francique | Lekkoatletyka |
| 8   | 2012, Londyn      | Kirani James      | Lekkoatletyka |
| 9   | 2016, Rio         | Kirani James      | Lekkoatletyka |